# Bangsia rothschildi
Tangará-de-peito-dourado ou saíra-de-papo-dourado (Bangsia rothschildi) é uma espécie de ave da família Thraupidae.
Pode ser encontrada nos seguintes países: Colômbia e Equador.
Os seus habitats naturais são: florestas subtropicais ou tropicais húmidas de baixa altitude e regiões subtropicais ou tropicais húmidas de alta altitude.